# 紅花酢漿草

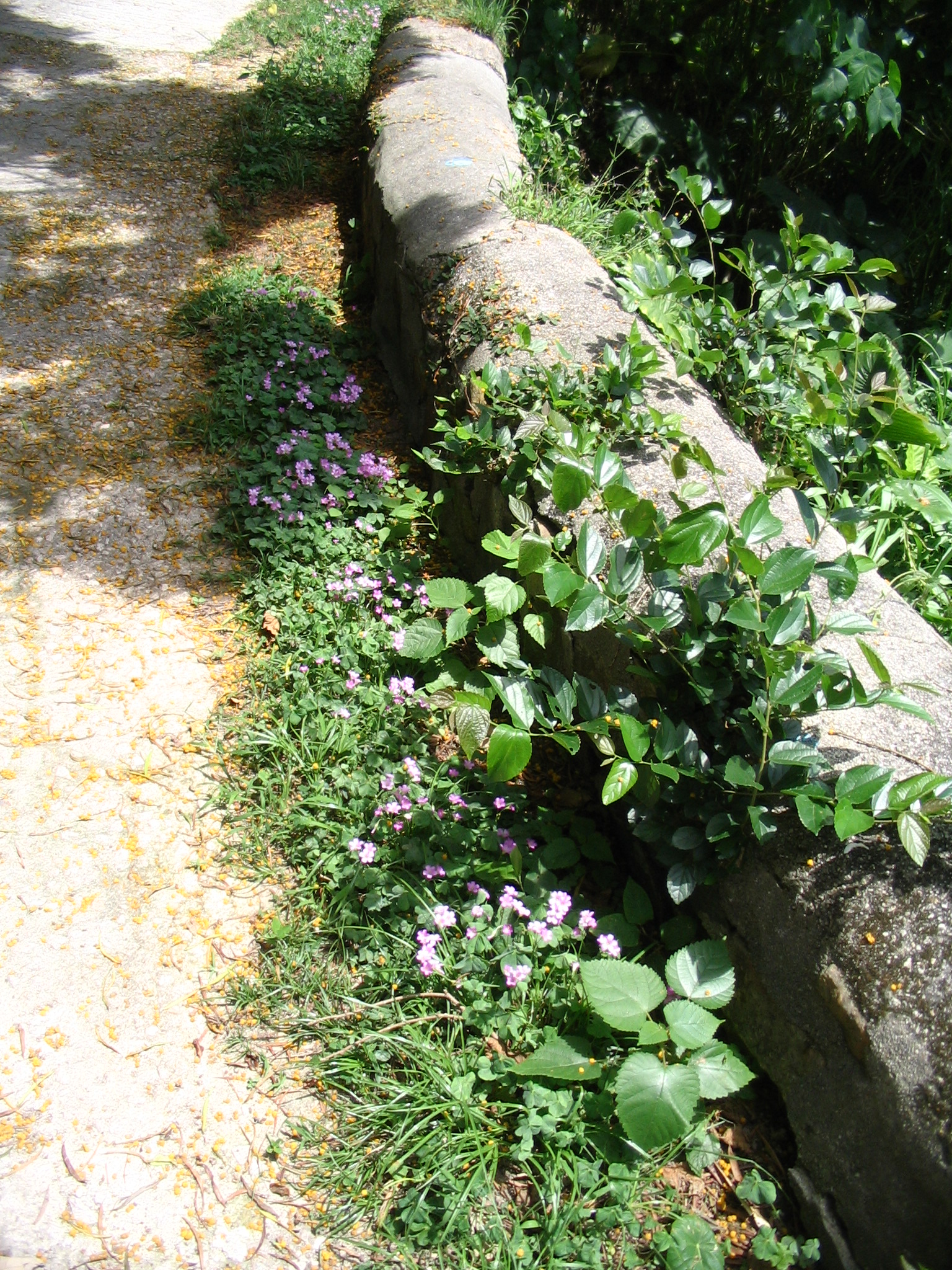
長在路邊的紫花酢漿草。

紅花酢浆草为酢浆草科酢浆草属下的一个种，又名紫花酢漿草、铜锤草。

## 形态
多年生草本植物，地下有小鳞茎。茎和叶含草酸，有酸味；复叶由3片闊倒卵形小叶組成，叶尖凹缺；夏季开紫紅色花，在總梗上排列成伞状花序；短线形蒴果有毛，成熟时裂开。株高約35厘米。叶長約3.5厘米。身長於平地。
在原產地之外罕見結果，主要用鱗莖繁殖。

## 分布
原产南美洲，中国大陸南北都有栽培。它們長於耕地邊、疏林、路邊和荒地或栽种于庭园。在台灣從海邊到低海拔山區皆有分布，台灣中部以北極為常見，包括市區、城鄉的巷弄內都有其蹤跡。主要生長期為冬、春兩季，夏、秋時節以地下鱗莖渡過。

## 药用
全草可食用或药用，功效跟酢漿草相同，有清热解毒、散瘀消肿之效。

## 食用
全株都可食用，味微酸。主根洗淨去皮除了可生吃，也可煮湯或炒肉絲；葉片微酸，常被用來鹽漬做為小菜；花則可炒食，也可加麵糊油炸。

## 备注
1. ↑  酢通醋。

## 外部連結
- . 香港野花網. 5月11日  [2008-05-11]. （原始内容存档于2021-04-13）.
- . 葫蘆中醫藥專業資訊網. 5月11日  [2008-05-11]. （原始内容存档于2006-05-27）.
- . 鳳西國中自然生態網. 5月11日  [2008-05-11]. （原始内容存档于2015-12-29）.
- 紅花酢漿草 Honghuacujiangcao 藥用植物圖像資料庫 (香港浸會大學中醫藥學院) （繁體中文）（英文）

 維基物種上的相關：紫花酢浆草